# Хуаянь
Хуаянь (кит. 華嚴, пиньинь: hua ́ya ́n, санскр. Avatamsaka, яп. Кэгон, кор. Хваом, буквально — «цветочная гирлянда») — традиция философии буддизма Махаяны, которая получила развитие в Китае во времена династии Тан. В основе традиции лежит сутра «Хуаянь-цзин» (китайский перевод санскритского сочинения Аватамсака-сутра). Важнейшей из них для школы Хуаянь была последняя часть Аватамсака-сутры — Гандавьюха сутра.

## История
Хуаянь – последняя школа в китайском буддизме из возникших в период наивысшего подъёма буддизма в Китае (V–VI век). Доктрина школы Хуаянь явилась результатом приспособления к традиционной китайской культуре буддизма, пришедшего в Китай из Индии в I веке и первой половине II века.
Живший в 350–434 годах Дао Шен сформулировал положение о внезапном достижении состояния будды, и оно стало популярным в китайскиз версиях буддизма. Этот принцип стал решающим при формировании школ тяньтай, чань и хуаянь, составивших китайский буддизм. Эти школы во многом схожи, и отличаются акцентами.
Школа хуаянь получила свое название от сутры «Хуаянь цзин», на основе которой она возникла. Эта сутра является переводом  с санскрита одного из поздних махаянских текстов «Аватамсака-сутра» (по предположению А. У. Уоттса, эта сутра является кульминацией индийской Махаяны).
Исследователям буддизма известно о трёх переводах «Аватамсака-сутры» на китайский, вышедших под названием «Хуаянь цзин»:
1. сделанный в конце династии Цзинь (правившей в 265—420 годы) Буддабадрой и его учениками, он не сохранился;
2. перевод периода династии Тан (618—907 годы), выполненный Шикшанандой и учениками;
3. перевод Гандавьюха-сутра (часть Аватамсака-сутры, являющаяся последней главой первых двух переводов), который выполнил Праджна в 796—798 годах, и который стал наиболее популярным в китайском буддизме.

До появления этих основных переводов, с I века разные авторы делали переводы отдельных глав Аватамсака-сутры, которые использовали авторы более поздних переводов. Как и переводы многих других сутр, текст «Хуаянь цзин» был вытеснен свежими переводами других индийских буддистских текстов и оставался малоизвестным до VI века.
В VI веке на китайский язык переводят тексты ставшей популярной в Индии школы йогачаров. В 501 году индийские монахи Бодхиручи, Ратнамати и Буддхасайта перевели индийское сочинение (сутру) автора Васубандху «Комментарий к сутре о десяти землях», и этот перевод оказался комментарием к 22-й главе «Десять земель» текста «Хуаянь цзин» в переводе Буддабадры и его учеников. В результате «Хуаянь цзин» стали усиленно изучать адепты сутры «Комментарий к сутре о десяти землях», и вокруг него образовалась группа дилунь.
В VI веке в китайском буддизме были споры между сторонниками индийского буддизма с его идеей перерождения, и сторонниками традиционной китайской философии в буддизме, искавших пути достижения нирваны без многочисленных перерождений. Последние в итоге пришли к признанию наличия «природы Будды» во всем сущем, и это стало основным разногласием индийских школ буддизма от китайских. В группе дилунь по позиции наличия «природы Будды» во всем сущем произошёл раскол. Северная группа, руководимая учеником Бодхиручи Дао Чуном, Алая трактовалась как нереальная, не имеющая ничего общего с Татхагатой, и это была позиция фактического отрицания «природы Будды» во всем сущем. Южная группа под руководством ученика Ратнамати Хуй Гуана Алая считалась реальной и тождественной Татхагате, и это была трактовка наличия «природы Будды» во всем сущем.
При доказательстве наличия "природы Будды" во всем сущем южная группа дилунь широко использовала сутру «Хуаянь цзин», благодаря чему в эпоху Суй в китайском буддизме появились собственные комментаторы «Хуаянь цзин», что привело к образованию школы хуаянь. В дальнейшем школа хуаянь поглотила южную группу дилунь.
Родоначальник и первый патриарх школы хуаянь — монах  Ту Шунь (кит. 杜順, другое его имя — Фа Шунь), живший в 557—640 годах. Он изложил основные принципы философии хуаянь в сочинении «Созерцание мира дхарм в хуаянь». Ту Шунь был очень популярен, современники называли его воплощением бодхисаттвы Маньчжушри, ему покровительствовали императоры Вэнь-ди (правил в 589–605 годах) и Тай-цзун (с 627 по 650).
Второй патриарх хуаянь — Чжи Янь (кит. 智儼, 602–668 годы жизни). Около половины работ Чжи Яня утеряна, из сохранившихся наиболее известно его сочинение «Десять сокровенных врат в единой повозке хуаянь».
Третий патриарх школы хуаянь — монах Фа Цзан (кит. 法藏, 643—712), известный также как Сянь Шоу, и в его время школа хуаянь также называлась школой сяньшоу. Он окончательная систематизировал учения своих предшественников и дал официальное название «хуаянь» для школы.
Фа Цзан родился и жил в Китае, но его предки были родом из Согды. В молодости он был учеником Сюань Цзана, затем разошёлся с ним во взглядах и примкнул к школе хуаянь, где стал её третьим патриархом. Фа Цзан принимал участие в новом переводе сутры «Хуаянь цзин». Буддийская традиция гласит, что Фа Цзан пользовался большим покровительством императоров, особенно мператрицы У Хоу, правившей в 684–710 годах, и что он для неё он написал свой знаменитый трактат «Очерк о золотом льве», где изложил доктрину хуаянь на примере статуи золотого льва.
Фа Цзан написал большой корпус сочинений, в числе которых комментарии к сутре «Хуаянь цзин» и другим сутрам.
Четвёртый патриарх школы хуаянь — Дэн Гуань (760–820), имя которого окружено легендами, его называли бодхисаттвой Маньчжушри, как и первого патриарха, Ту Шаня. Дэн Гуань очень рано начал изучать буддийские сутры, много путешествовал по Китаю, знакомился помимо буддийских с конфуцианскими и даосскими сочинениями, изучил санскрит. Он написал много работ, в-основном посвящённых сутре «Хуаянь цзин», в том числе 60 цзюаней комментариев к ней и 90 цзюаней популярного изложения этой сутры.
Одно из самых значительных произведений Дэн Гуаня — «Чистое зеркало мира дхарм».
Пятый патриарх школы хуаянь — Цзун Ми (780–841). Он сначала изучал Конфуция и в 807 году собирался сдавать экзамены. Но, встретившись с чаньским патриархом Дао Юанем, решил уйти в монахи. Став чаньским монахом, он прочитал комментарии Дэн Гуаня к сутре «Хуаянь цзин», они произвели на него сильное впечатление, он перешёл в школу хуаянь и признал себя учеником Дэн Гуаня.
После смерти Дэн Гуаня Цзун Ми стал пятым (последним) патриархом школы хуаянь. В своих произведениях Цзун Ми продолжал развивать взгляды Фа Цзана.
После смерти Дэн Гуаня начались сильные гонения на буддизм со стороны правительства, в результате чего были уничтожены многие буддийские школы, в том числе и школа хуаянь.

## Учение
Школа Хуаянь — одно из наиболее философски ориентированных направлений китайского буддизма. Это послужило поводом для её критики со стороны других школ, обвинявших Хуаянь в том, что она пренебрегает буддийской религиозной практикой.
Е. А. Торчинов описал философию школы Хуаянь как основанную на концепции сплетённой из драгоценных камней сети бога Индры:

Исходный пункт хуаяньской философии, её доктринальная основа — образ драгоценной сети бога Индры, описанный в «Гандавьюха сутре». Эта сеть была сплетена из драгоценных каменьев, каждый из которых отражал все остальные камни и, в свою очередь, отражался во всех камнях. В этом образе последователи Хуаянь увидели метафору «дхармового мира» (дхармадхату; фа цзе), единого и целостного универсума. Объясняя учение Хуаянь своим ученикам, Фацзан взял десять зеркал и расположил их вокруг статуи Будды таким образом, что статуя стала до бесконечности отражаться в этих зеркалах (подобного рода экспозиции можно видеть и в современных буддийских монастырях в Китае). Этот наглядный пример иллюстрировал одно из четырёх базовых положений Хуаянь: «Всё в одном и одно во всём» — в каждом элементе весь мир и этот элемент — в каждом другом элементе.
Важными категориями философии Хуаянь были ли («принцип», «правило», «норма», «разумность», «резон») и ши («дело», «служить»). Понятие ли выражало идею некоего вечного и неизменного принципа, а ши — его временного, текучего и изменчивого проявления или выражения.
Исходя из махаянского положения о фундаментальном тождестве Нирваны и Сансары, философы школы Хуаянь рассматривают «принцип» и «вещи» (феномены) как не только связанные, но и сущностно тождественные начала: феномены — это проявления «принципа», его обнаружение; это как бы «выход» «принципа» из его бытия в мир причинно обусловленных факторов.
Школа Хуаянь как самостоятельное направление китайского буддизма приходит в упадок во второй половине IX века, но её философию заимствует школа Чань в качестве теоретического основания своей созерцательной практики, что подготовил своей деятельностью Цзун-ми. В рамках Чань важнейшие элементы учения школы Хуаянь сохранилось до настоящего времени.
Школа Хуаянь имела ограниченное распространение в Корее (Хваом) и в Японии (Кэгон). Сейчас в Китае и Японии существует по одному хуаяньскому монастырю, однако хуаяньская философия продолжает тщательно изучаться в многочисленных монастырях школы Чань (Дзэн).
В России исследованиями по школе хуаянь занимался Л. Е. Янгутов. В частности, в 1983 г. им была опубликована монография «Философское учение школы Хуаянь», опубликован перевод сочинения патриарха хуаянь Фацзана «Очерк о золотом льве».

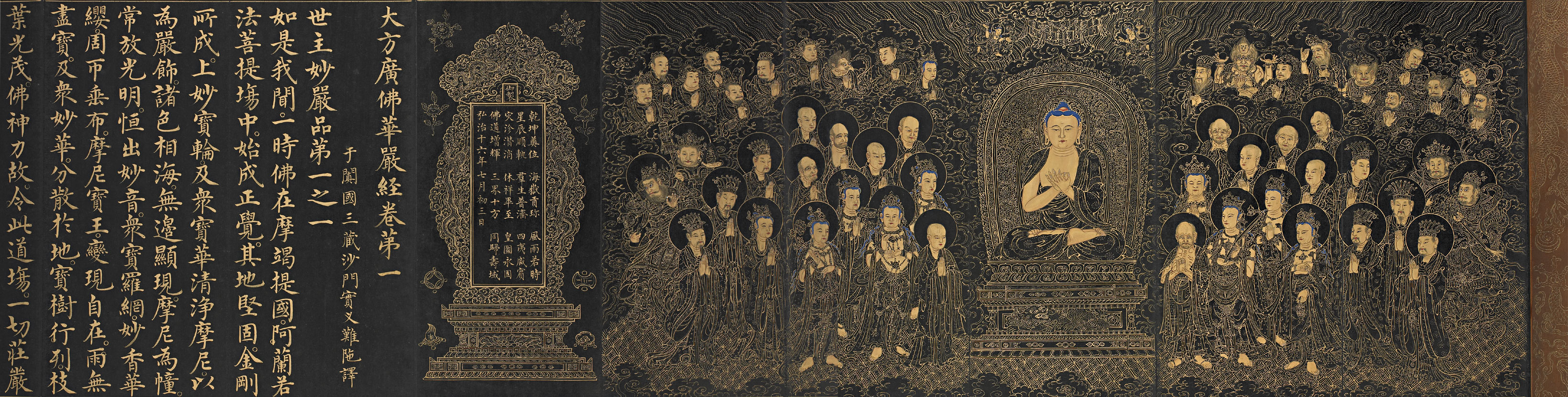
Сутра Хуаянь (Аватамсака сутра) является главным теоретическим сочинением, на котором базируется школа Хуаянь. Согласно преданию, эта сутра была изложена Буддой сразу после просветления. Оригинальная санскритская версия сутры содержит 45 000 стихов. В своё время императрица У Цзэтянь (655—705) отправила специального эмиссара в Хотан, чтобы добыть её полный текст. Полный перевод Аватамсака сутры на китайский язык был начат Шикшанандой в храме Дабянькун в Лояне в 695 году, а окончательно завершён только в 699 году в храме Фошоу. Аватамсака сутра, иллюстрация из которой приведена здесь, содержит 80 глав, и известна как «Хуаянь 80». На иллюстрации изображён Будда в окружении бодхисатв, архатов и охранителей. Эта рукописная версия создана в 1503 году и хранится в Музее императорского дворца в Тайбэе.